# 章克申鎮區 (愛荷華州格林縣)
章克申鎮區（英語：Junction Township）是位於美國愛荷華州格林縣的一個行政鎮區。

## 地方資料
根據2010年美國人口普查的數據，章克申鎮區的面積為153.41平方千米，當中陸地面積為153.30平方千米，而水域面積為0.11平方千米。當地共有人口1162人，而人口密度為每平方千米7.57人。